# Manilkara subsericea
Manilkara subsericea är en tvåhjärtbladig växtart som först beskrevs av Carl Friedrich Philipp von Martius, och fick sitt nu gällande namn av Marcel Marie Maurice Dubard. Manilkara subsericea ingår i släktet Manilkara och familjen Sapotaceae. Inga underarter finns listade i Catalogue of Life.